# Propietats reduïdes
En termodinàmica, les propietats reduïdes d'un fluid són un conjunt de variables d'estat normalitzades per les propietats d'estat del fluid al seu punt crític. Aquestes coordenades termodinàmiques adimensionals, juntament amb el factor de compressibilitat d'una substància, són la base de la forma més simple del teorema dels estats corresponents.
Les propietats reduïdes també es fan servir per definir l'equació d'estat de Peng-Robinson, un model dissenyat per obtenir una precisió raonable prop del punt crític. També s'usen per als exponents crítics, els quals descriuen el comportament de propietats físiques prop de les transicions de fase contínues.

## Pressió reduïda
La pressió reduïda es defineix com la seva pressió actual {\displaystyle p} dividida per la seva pressió crítica {\displaystyle P_{c}}:
{\displaystyle P_{r}={P \over P_{c}}}

## Temperatura reduïda
La temperatura reduïda es defineix com la seva temperatura actual dividida per la seva temperatura crítica:
{\displaystyle T_{r}={T \over T_{c}}}
On les temperatures actual i crítica s'expressen en escales de temperatura absoluta (Kelvin o Rankine).

## Volum específic reduït
El volum específic reduït (o volum específic pseudoreduït) d'un fluid es calcula a partir de la llei dels gasos ideals a la temperatura i pressió crítica d'una substància:
{\displaystyle v_{r}={\frac {v}{RT_{c}/P_{c}}}\,}
Aquesta propietat és útil quan es coneix el volum específic i una de les dues propietats reduïdes (pressió o temperatura); llavors, la tercera propietat que falta es pot calcular directament.